# Der Weg nach Hongkong
Der Weg nach Hongkong, Originaltitel The Road to Hong Kong, ist eine britische Filmkomödie in schwarz-weiß aus dem Jahr 1962. Regie führte Norman Panama nach einem Drehbuch, das er zusammen mit Melvin Frank geschrieben hatte. Die Hauptrollen spielten Bob Hope, Bing Crosby und Joan Collins. Es ist der siebte und letzte Film der Reihe Der Weg nach ….

## Handlung
Im Geheimdienstbüro der USA in Hongkong ist man ratlos. Wie kommen zwei amerikanisch sprechende Männer ins All? Diane erklärt es: Nicht die Sowjetunion und auch nicht die USA haben sie dorthin geschickt, sondern eine sehr gefährliche Organisation, der sie selbst bis zum Vortag noch angehörte. Die beiden seien die in sehr vielen Ländern gesuchten Betrüger Harry Turner und Chester Babcock, die nun in Lebensgefahr schweben. Ihr wird nicht geglaubt, und so erzählt sie die ganze Geschichte.
Bei der Vorführung eines Flugapparates in Kalkutta stürzt Chester ab und verliert das Gedächtnis. Weil er derjenige ist, der weiß, wo das Geld der beiden versteckt ist, beschließen sie, sich auf Anraten zweier Ärzte in ein buddhistisches Kloster in Tibet zu begeben, weil dort Amnesie geheilt wird. Auf dem Flughafen von Kalkutta nimmt Chester versehentlich einen fremden Koffer mit. Dieser dient als Erkennungszeichen für die Übergabe einer Formel zur Zusammensetzung von geheimem Raketentreibstoff. Im Glauben, er sei ihr Kontaktmann, steckt Diane Chester die Informationen zu. Als sie ihren Fehler erkennt, sitzen Chester und Harry bereits im Flugzeug. Im Kloster wird Chester schnell geheilt. Vom Lama erfahren die beiden, dass es ein zweites Medikament gibt, das Fotografisches Gedächtnis verleiht. Auf dieses Gedächtnis kann aber nur unter Einfluss des Medikaments zugegriffen werden. Jeder, der eines der Medikamente genommen hat, muss für den Rest seines Lebens im Kloster bleiben. Daher fliehen Chester und Harry und nehmen dabei das zweite Medikament mit. Der Lama schickt ihnen Jhinnah nach; er soll das Medikament wieder zurückbringen, allerdings gewaltfrei.
Zurück in Kalkutta probiert Harry das Medikament sofort an Chester aus. Dazu zeigt er Chester kurz die soeben gefundene Formel für den Treibstoff und bittet ihn dann, einzelne Zeilen zu wiederholen. Danach verbrennt er die Zettel. Kurz darauf kommt Diane zu ihnen um die Zettel zurückzuholen, findet aber nur noch die Asche vor. Mit einem Angebot von 25.000 Dollar bringt sie Harry und Chester dazu, zum Sitz der Organisation nach Hongkong zu fliegen. Auf dem Flug gelingt es Jhinnah, das Fläschchen mit dem Medikament heimlich auszutauschen. In Hongkong kann Chester dem Anführer der Organisation daher die Formel nicht nennen. Gemäß dem Ziel, vom Mond aus die Weltherrschaft zu erlangen, haben der Anführer und sein Chefwissenschaftler Dr. Zorbb bereits eine Rakete entwickelt, mit der sie zwei Affen zum Mond schicken und wieder zurückholen wollten. Chester und Harry werden gezwungen, beziehungsweise überlistet, stattdessen zu fliegen. Das Vorhaben gelingt, der Anblick des Mondes bringt Chester aber dazu, die Treibstoffformel vorzutragen. Dies bleibt unbemerkt, Dianes Ohrringe haben aber beim triumphalen Empfang der beiden den gleichen Effekt. So halten der Anführer und Dr. Zorbb die beiden wieder fest, wenn auch sehr komfortabel. Sie wollen die Formel von Chester bekommen. Danach planen sie, Chester und Harry zu obduzieren. Diane, die die beiden mittlerweile mag, ist entsetzt darüber und versucht daher nicht mehr mit aller Kraft, die Formel von den beiden zu bekommen. Daher wird sie vom Anführer als Verräterin eingestuft und soll getötet werden. Chester und Harry, die die Szene beobachtet haben, befreien sie und fliehen mit ihr in die Stadt. Dort können sie Dr. Zorbb und vielen seiner Helfer nicht entkommen und beschließen daher, sich zu trennen. Chester und Harry sollen Hongkong verlassen, Diane will den amerikanischen Geheimdienst alarmieren. Für die Flugkosten gibt sie ihnen einen Schlüssel zu einem Schließfach mit Geld, jedoch verlieren die beiden den Schlüssel schnell. Bei der Suche danach werden sie umzingelt und fliehen in ein Theater, in dem ihre alte Freundin Dorothy Lamour auftritt. Diese versucht, die beiden auf offener Bühne zu verstecken, sie werden aber von Dr. Zorbb erkannt. Mit einem Mond aus der Dekoration bringt dieser Chester zur Preisgabe der Formel. Danach eilt er zur Zentrale zurück. Nun verfolgen Chester und Harry ihn, da sie nur so die Welt retten können. Kurz nach ihrer Ankunft in der Zentrale kommen auch Diane und die US-Agenten dazu. Die Agenten übernehmen schnell die Zentrale. Trotzdem müssen Chester, Harry und Diane die startbereiten Astronauten aus der Rakete werfen. Dabei werden die drei allerdings darin gefangen. Der Anführer der Organisation startet sie noch, kurz bevor er überwältigt wird. Diane kann die Landung auf dem Mond verhindern. Stattdessen verschlägt es die drei auf den Planeten Plutonium, auf dem sie zwar überleben, ihn aber nicht mehr verlassen können.

## Produktion

### Produktionsfirma
Der Weg nach Hongkong wurde von Melnor Films produziert.

### Besetzung & Crew
Die Hauptdarsteller Bob Hope und Bing Crosby zeigten zunächst keine große Begeisterung für Der Weg nach Hongkong. So sagte Bob Hope erst zu, als klar war, dass der Film seine Fernsehshow nicht stören würde. Bing Crosby ließ sich garantieren, dass es keine Überschneidungen mit seinem Golfturnier oder verschiedenen Angelsaisons geben würde.
Aufregung gab es um die Besetzung der weiblichen Hauptrolle. In allen anderen Der Weg nach… Filmen hatte Dorothy Lamour diese gespielt. Die im Dezember 1914 geborene Dorothy Lamour war nach Ansicht der Produzenten und Bing Crosbys (geboren im Mai 1903, wie auch Bob Hope) zu alt für die Frau, um die sich die beiden Hauptrollen streiten sollten. Bing Crosby wollte zunächst Brigitte Bardot, später Gina Lollobrigida für die Rolle, und auch Sophia Loren war im Gespräch. Ausgewählt wurde schließlich Joan Collins. Dorothy Lamour wurde zunächst nicht berücksichtigt; sie erfuhr von dem Film aus der Zeitung. Daraufhin wandte sie sich an die Produzenten. Auf öffentlichen Druck hin und auch weil Bob Hope sich für sie einsetzte bekam sie das Angebot für ein Cameo. Sie verlangte eine etwas größere Rolle und bekam sie sie auch.
In einer kleinen Rolle spielte auch das Model April Ashley mit. Kurz nach Ende der Dreharbeiten, am 19. November 1961, outete eine Zeitung sie als Transsexuelle. Dies beendete umgehend ihre Karriere als Model. In Der Weg nach Hongkong war nach eigenen Angaben nur kurz ihr Rücken zu sehen.
Wie schon im Vorgänger Film Der Weg nach Bali gab es auch in Der Weg nach Hongkong mehrere Cameos. So waren Zsa Zsa Gabor, David Niven und Bob Hopes Radiopartner Jerry Colonna zu sehen; Frank Sinatra und Dean Martin hatten einen Auftritt als Raumfahrer auf dem Planeten Plutonium kurz vor Ende des Films. Das größte Aufsehen erregte jedoch das Cameo von Peter Sellers als indischer Arzt.
Für die Kostüme in Der Weg nach Hongkong war Anthony Mendleson verantwortlich, für die Filmbauten Roger K. Furse und Maurice Fowler.

### Dreharbeiten
Der Weg nach Hongkong wurde vom 31. Juli bis zum 2. November 1961 gedreht. Drehort waren die Shepperton Studios in Shepperton, England.

### Musik
Die Filmmusik von Der Weg nach Hongkong wurde von Robert Farnon komponiert. Für die in der Der Weg nach… Reihe üblichen Gesangseinlagen schrieben Jimmy Van Heusen (Musik) und Sammy Cahn (Text) die Lieder Teamwork, Let’s Not Be Sensible, It’s the Only Way to Travel, We’re on the Road to Hong Kong und Warmer than a Whisper. 1962 veröffentlichte Liberty Records den Original Soundtrack des Films.

### Erstaufführung
Der Weg nach Hongkong hatte seine Uraufführung Ende April 1962 in London. Auf Video erschien der Film am 3. Dezember 2002. Vertrieben wurde er als einziger Film der Reihe von United Artists (die anderen waren alle von Paramount Pictures).
Die deutschsprachige Erstaufführung fand am 24. Mai 1962 statt.

### Synchronisation
An der Synchronisation von Der Weg nach Hongkong waren neben anderen beteiligt:
| Rolle           | Schauspieler   | Synchronsprecher |
| --------------- | -------------- | ---------------- |
| Harry Turner    | Bing Crosby    | Paul Klinger     |
| Chester Babcock | Bob Hope       | Georg Thomalla   |
| Diane           | Joan Collins   | Gisela Peltzer   |
| Anführer        | Robert Morley  | Erich Fiedler    |
| Dr. Zorbb       | Walter Gotell  | Heinz Petruo     |
| Der große Lama  | Felix Aylmer   | Alfred Balthoff  |
| Jhinnah         | Roger Delgado  | Erich Poremski   |
| Dorothy Lamour  | Dorothy Lamour | Gisela Trowe     |

## Rezeption

### Kritiken
Die Kritiker fanden gemischte Bewertungen zu Der Weg nach Hongkong. Da gibt es deutlich negative Bemerkungen wie „mühselig und unfassbar humorlos“, „schäbige Imitation der anderen sechs [Filme]“, „[L]eidlich komischer Aufguß“, den Hinweis, dass der Film zwar einige Lacher habe, jedoch nicht genug für 91 Minuten oder, dass es abgesehen von einigen guten Gags doch sehr knirsche. Es heißt aber auch, der Film sei kein Fehlschlag und ähnlich gut wie die schwächeren Filme der Reihe, er sei sogar sehr witzig und mache viel Spaß, auch wenn kein Sinn darin zu entdecken sei. Er sei viel besser als sein Ruf, und auch besser als alles, was Bing Crosby oder Bob Hope später noch machten. Es gibt sogar Kritiker, die die nostalgische Seite sehen und Der Weg nach Hongkong als einen der besten Filme der Reihe bezeichnen.
Bemerkt werden auch die vielen selbstreferenzierenden Gags. Es seien nicht genug, um zu nerven, aber sogar für einen Film der Reihe Der Weg nach… zu viele. Der Vorspann sei dagegen gelungen.
Das Drehbuch sei schnell und witzig, zudem satirisch und an die Stärken der Hauptdarsteller angepasst. Überhaupt leisten Norman Panama und Melvin Frank einen beträchtlichen Beitrag zum Spaß, den Der Weg nach Hongkong mache.
Natürlich wird auch auf die Auswahl der weiblichen Hauptrolle eingegangen. Joan Collins sei die größte Enttäuschung und wirke fehl am Platz. Sie strenge sich zwar an, sei aber kein Ersatz für Dorothy Lamour. Zudem sei sie nicht glaubhaft als Ziel der Späße von Bob Hope und Bing Crosby und lasse die beiden umso älter wirken, weil sie zu jung sei.  Dorothy Lamour hätte vom Alter her besser zu den beiden gepasst, der große Altersunterschied störe einfach. Im Übrigen sei es eine Schande und unfair, dass Dorothy Lamour nicht die weibliche Hauptrolle spiele.
Gelobt wird das sehr gute oder auch brillante Cameo von Peter Sellers. Man könne sehen, dass die nächste Generation bereits übernommen habe.
Der Weg nach Hongkong wird auch als Persiflage auf James Bond gesehen. Stewart Galbraith IV verneint dies jedoch. Dazu kam der Film zu früh, da James Bond – 007 jagt Dr. No, der erste Bondfilm, ein halbes Jahr später veröffentlicht wurde.

### Finanzielles Ergebnis
Der Weg nach Hongkong war wie alle Filme der Reihe finanziell sehr erfolgreich; der Film war sogar unter den zehn erfolgreichsten Filmen des Jahres 1962.